# 弗洛林·安多内
弗洛林·安多内（羅馬尼亞語：Florin Andone，1993年4月11日—），罗马尼亚男子足球运动员，司职前锋。現效力於西班牙皇家足協乙組聯賽球隊巴利阿里。他曾代表罗马尼亚国家队参加2016年欧洲足球锦标赛，结果队伍止步小组赛阶段。